# Toni Wolff
|  | Aquest article tracta sobre la psicoanalista suïssa. Si cerqueu l'il·lustrador i escriptor italià, vegeu «Tony Wolf». |

Antonia Anna "Toni" Wolff (Zúric, 1888 — 1953) va ser una psicoanalista suïssa associada estretament amb Carl Jung. Va ajudar a definir conceptes de Jung com els d'anima, animus, i persona. El seu assaig més conegut és el dels quatre "tipus" o aspectes de la psique femenina: l'Amazona, la Mare, l'Hetaira (o Cortesana), i la Medial (o mediumística).
Wolff va esdevenir president honorari del Club Psicològic de Zurich.

## Relació amb Jung
Va ser amant de Jung l'any 1913. Durant el període d'introspecció de Jung a continuació del seu trencament amb Sigmund Freud, Wolff va ser important per mantenir la salut mental de Jung. Ella va escoltar totes les visions, somnis i fantasies de Jung i va ser la seva psicoanalista
L'esposa de Jung, Emma, va acceptar el ménage à trois. Tanmateix, alguns han interpretat aquest acord com destructiu per a les dues dones.

## Publicacions
- Studien zu C. G. Jung's Psychologie (Zurich 1959)
- Structural forms of the feminine psyche (Traduït per P. Watzlawik). Zurich: CG Jung Institute 1956)